# Os de Balaguer
Os de Balaguer é um município da Espanha na comarca de Noguera, província de Lérida, comunidade autónoma da Catalunha. Tem 136 km² de área e em 2021 tinha 1 000 habitantes (densidade: 7,4 hab./km²).

## Demografia
| Variação demográfica do município entre 1991 e 2004[carece de fontes?] | Variação demográfica do município entre 1991 e 2004[carece de fontes?] | Variação demográfica do município entre 1991 e 2004[carece de fontes?] | Variação demográfica do município entre 1991 e 2004[carece de fontes?] |
| ---------------------------------------------------------------------- | ---------------------------------------------------------------------- | ---------------------------------------------------------------------- | ---------------------------------------------------------------------- |
| 1991                                                                   | 1996                                                                   | 2001                                                                   | 2004                                                                   |
| 764                                                                    | 773                                                                    | 804                                                                    | 800                                                                    |